# 勘冴えて悔しいわ
「勘冴えて悔しいわ」（かんさえてくやしいわ）は、日本の音楽ユニットずっと真夜中でいいのに。の楽曲。フィジカルでは2019年6月12日にリリースされた2枚目のミニ・アルバム「今は今で誓いは笑みで」に収録され、アルバムより先行して同年6月5日にEMI Recordsより、各種音楽配信サービスにてリリースされた。

## 概要
- 2019年10月30日に発売されたフルアルバム『潜潜話』にも収録されている[2]。
- 2021年3月30日にYoutubeにチャンネル登録者数100万人登録記念として制作されたミュージック・ビデオが公開された[3]。

## 収録内容
| #         | タイトル             | 作詞      | 作曲              | 編曲                        | 時間 |
| --------- | -------------------- | --------- | ----------------- | --------------------------- | ---- |
| 1.        | 「勘冴えて悔しいわ」 | ACAね     | ACAね、ラムシーニ | ラムシーニ, 100回嘔吐, ZTMY | 3:58 |
| 合計時間: | 合計時間:            | 合計時間: | 合計時間:         | 合計時間:                   | 3:58 |

## 収録アルバム
- 『今は今で誓いは笑みで』(#1)[4][5]

- 『潜潜話』(#2)[6][7]